# 鵝鑾鼻神社

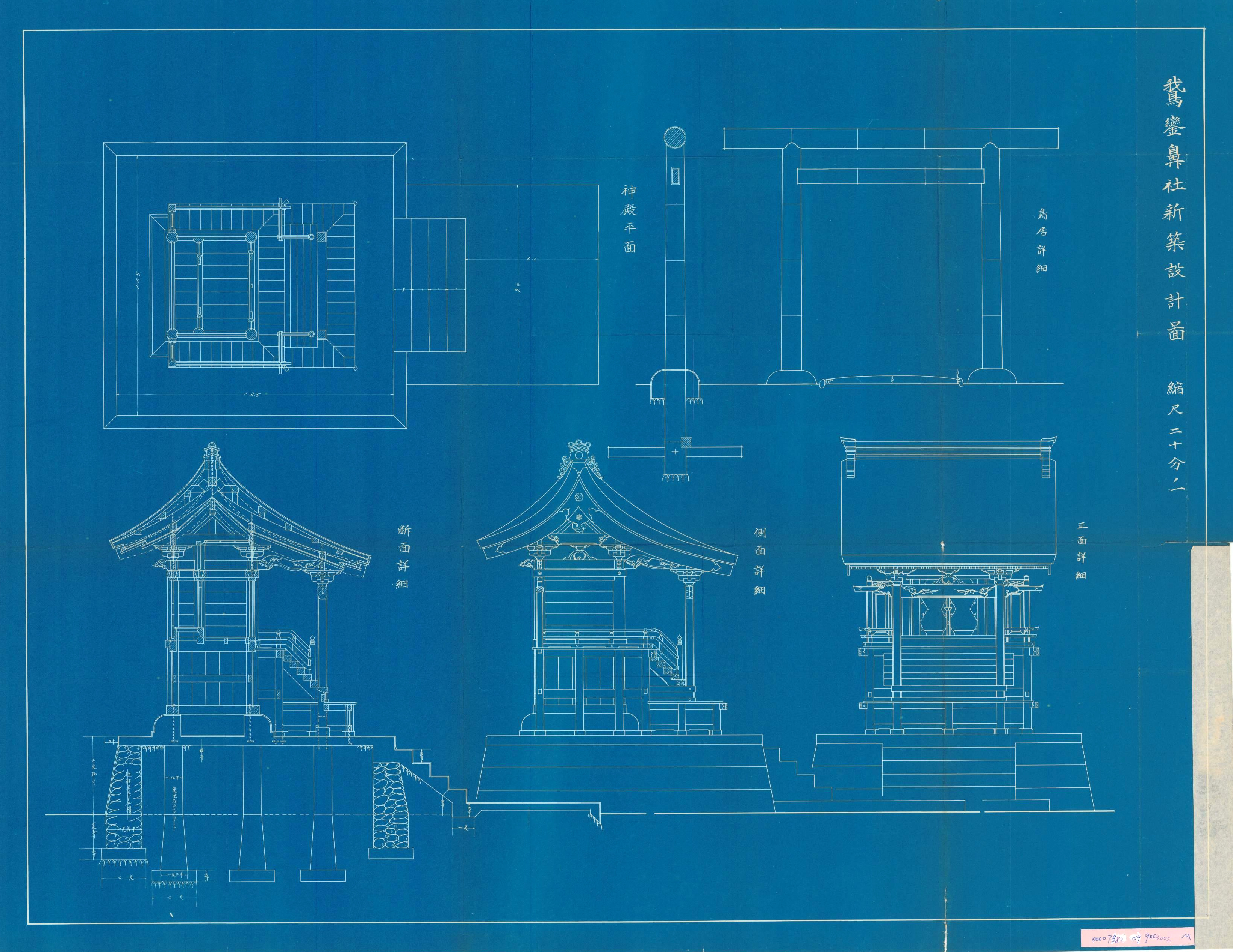
鵝鑾鼻神社本殿與鳥居設計圖

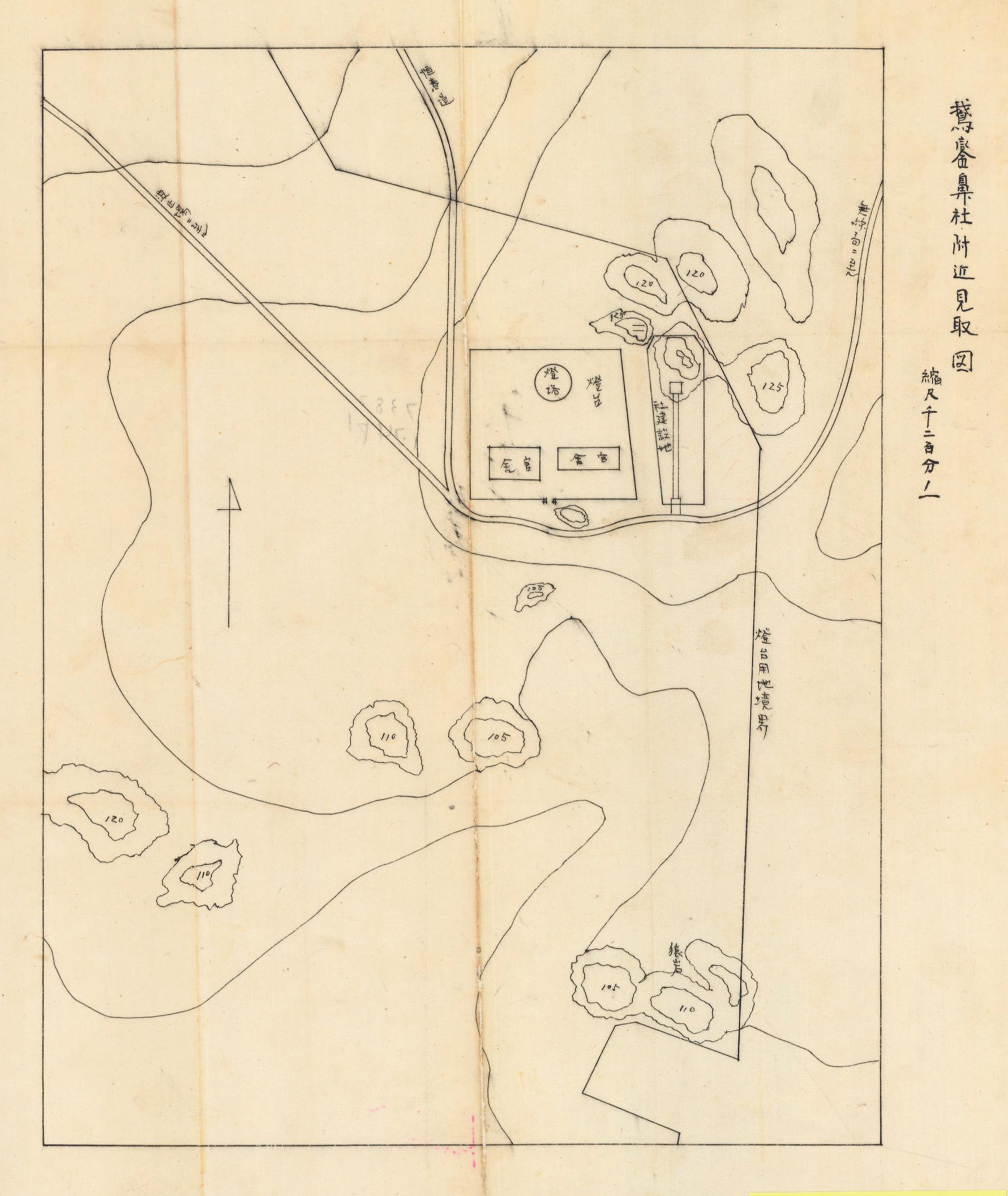
鵝鑾鼻神社，位於鵝鑾鼻燈塔東側

鵝鑾鼻神社，是恆春地區的第一座神社，位於鵝鑾鼻燈塔東側山丘上，鎮座日為昭和4年（1929）12月7日，現為高雄關稅局鵝鑾鼻員工訓練中心。

## 沿革
在1929年，由臺灣總督府交通局全體職員所捐出的日幣二仟餘圓建立完成，當時地址為恆春庄鵝鑾鼻505番地。在1930年，為了謝神祈福，東洋捕鯨會社將捕獲的藍鯨顎骨奉獻作為神社鳥居。根據史料，這隻藍鯨約70公噸，長約26公尺，腹部周圍14公尺餘。鵝鑾鼻神社毀於二次大戰末盟軍轟炸。國民政府來台後，拆除神社，現為高雄關稅局員工訓練中心。

## 祭神
鵝鑾鼻神社的祭神為大國魂命、大己貴命、少彥名命、北白川宮能久親王、大物主命、崇德天皇。

## 另見
- 鵝鑾鼻燈塔
- 臺灣八景鵝鑾鼻紀念碑